# Joyner Lucas
Gary Maurice Lucas Jr. (Worcester, 17 de agosto de 1988) é um rapper, cantor, compositor, produtor musical, poeta e ator norte-americano.

## Discografia

### Álbuns
• ADHD (2020)
• Not Now I'm Busy (2024)